# Riviera Ligure di Ponente Ormeasco
Il Riviera Ligure di Ponente Ormeasco era una tipologia della DOC prodotta nella provincia di Imperia e prodotta con uve dolcetto, successivamente confluita nella D.O.C. Ormeasco di Pornassio